# Pjongjang (komiks)
Pjongjang (tytuł oryginalny: Pyongyang), w pierwszym polskim wydaniu: Phenian – autobiograficzna powieść graficzna autorstwa kanadyjskiego twórcy komiksowego Guy Delisle'a, opublikowana w oryginale po francusku w 2003 przez francuskie wydawnictwo L'Association. Polskie tłumaczenie ukazało się w 2006 nakładem oficyny Kultura Gniewu. Pjongjang nawiązuje stylem i fabułą do innych autobiograficznych prac Delisle'a: Shenzhen (2000), Kronik birmańskich (2003) i Kronik jerozolimskich (2008).

## Fabuła
Guy Delisle wyjeżdża do Korei Północnej, kraju niemal zamkniętego dla obcokrajowców, aby nadzorować podwykonawstwo serialu animowanego produkowanego przez zachodnią firmę. Komiks zawiera anegdoty i refleksje, które składają się na obraz życia autora podczas jego pobytu w stolicy kraju, Pjongjangu.